# Tetrarhanis ogojae
Tetrarhanis ogojae är en fjärilsart som beskrevs av Henry Stempffer 1961. Tetrarhanis ogojae ingår i släktet Tetrarhanis och familjen juvelvingar. Inga underarter finns listade i Catalogue of Life.